# Giovanni Battista Fauché
Giovanni Battista Fauché (Venezia, 27 febbraio 1815 – Venezia, 28 febbraio 1884) è stato un patriota italiano.

## Biografia
Era figlio di Giambattista, ufficiale della Marina francese originario di Ajaccio, e di Anna Morari, nata a Corfù. Il padre morì prima che lui nascesse e a undici anni perse anche la madre; venne quindi allevato da uno zio materno, Antonio Morari il quale, ufficiale della Marina militare austro-veneziana, cercò di avviare il nipote alla carriera militare. Avendo tuttavia Fauché la nazionalità francese, gli fu rifiutato l'imbarco sulle navi militari; nel 1835 gli fu permesso tuttavia di lavorare come contabile nell'amministrazione della marina militare. Nel 1840 fu assunto come capo contabile nella Società veneta commerciale. Durante i moti del 1848-49, Fauché fu ufficiale della Guardia civica: ottenne una medaglia d'argento per il suo comportamento durante il bombardamento di Marghera e fu fautore dell'annessione della Repubblica di San Marco al Piemonte. Tornati gli austriaci, pur protetto dalla nazionalità francese, nel 1850 lasciò il Lombardo-Veneto trasferendosi nel Piemonte, dopo una breve permanenza in Francia.
Nel maggio 1858 divenne direttore amministrativo della società di navigazione Rubattino con procura a vendere o ad acquistare beni o merci. Grazie a questa procura Fauché fu in grado di mettere a disposizione di Garibaldi i due piroscafi della Rubattino, il Piemonte e il Lombardo, utilizzati per trasportare i Mille in Sicilia nel maggio 1860. Si discute se Raffaele Rubattino fosse al corrente dell'operazione, ufficialmente un colpo di mano dei garibaldini i quali si impossessarono nel porto di Genova delle due navi per recarle a Quarto dove, nella notte tra il 5 e il 6 maggio 1860, avvenne l'imbarco. Il 18 giugno Fauché venne licenziato dalla Rubattino; si recò in Sicilia dove fu nominato nel settembre segretario di Stato della Marina dittatoriale siciliana, successivamente capitano di vascello e infine entrò nel ministero che decretò l'annessione della Sicilia al Regno d'Italia. Probabilmente durante la permanenza in Sicilia Fauché venne accolto nella massoneria.
Con l'unità d'Italia Fauché fu nominato console di prima classe della Marina mercantile ad Ancona (1862-1864); nel 1865 fu promosso capitano di porto di prima classe a Livorno (1865-1867) e infine a Genova (1887-1871). Pensionato, ritornò a Venezia dove morì. È seppellito a Venezia nella cappella dedicata ai difensori della patria.